# Festa de l'Escalade

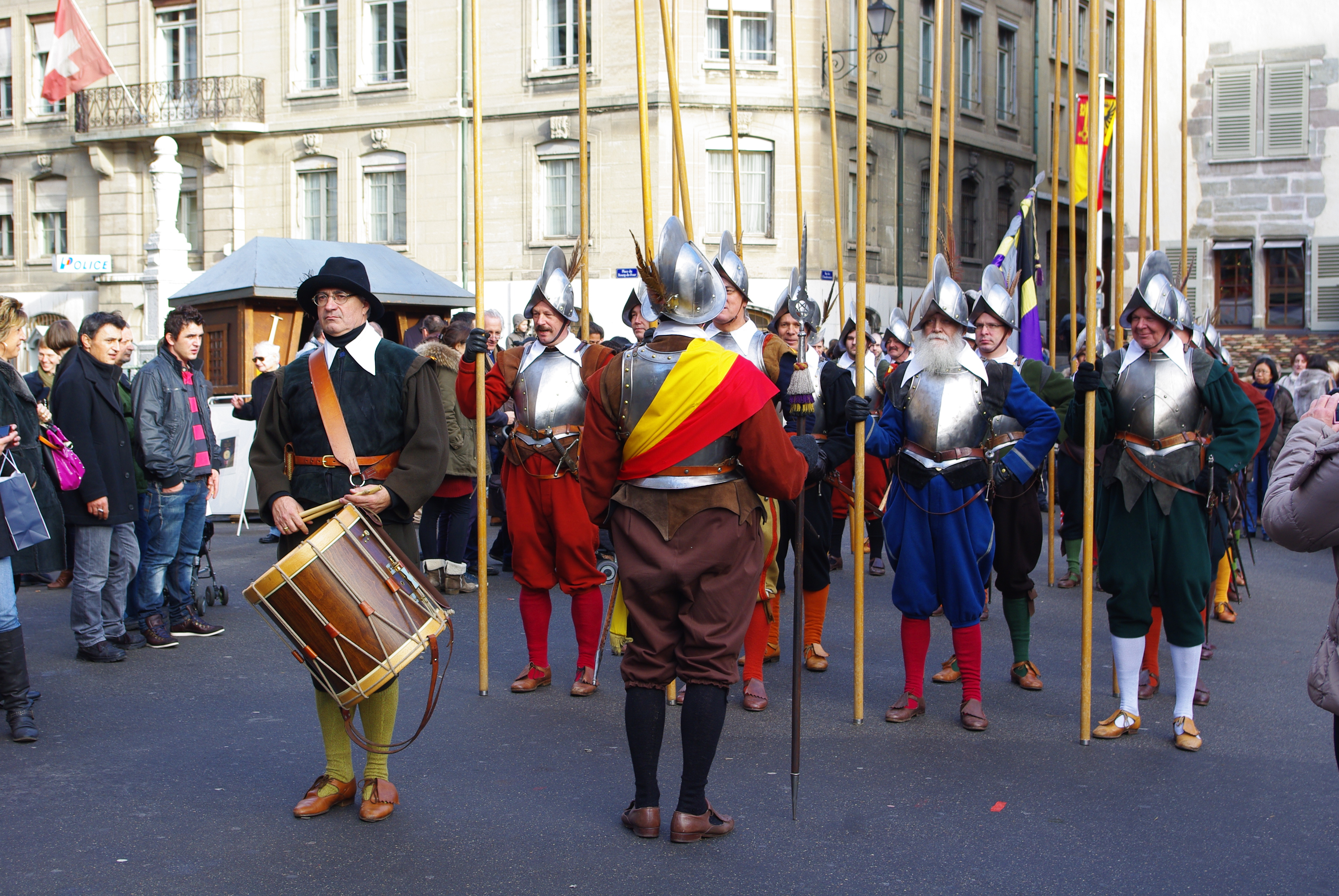
Piquers

L'Escalade (escalada en català) és una festa celebrada anualment a Ginebra el 12 de desembre. Commemora la victòria de la república protestant de Ginebra sobre les tropes del duc de Savoia Carles Manuel I a l'atac llançat a la nit de l'11 al 12 de desembre de 1602 (21 al 22 de desembre segons el calendari gregorià).
La «escalada» deu del seu nom a la temptativa d'escalada pels savoians de les muralles de la ciutat per mitjà d'escales de fusta desmuntables. La seva celebració anual dona lloc a tota mena de manifestacions populars com curses, seguicis i xocolata.

## Context històric
Des de segles enrere, els comtes del Genevés, així com els ducs de Savoia, cobejaven la ciutat de Ginebra, de la qual assumien una sobirania nominal en lloc de relegada en cap príncep o bisbe. Després de moltes escaramusses, els burgesos de Ginebra i els Eidguenots, favorables a un acostament amb Berna, obtingueren finalment la independència econòmica i política de la ciutat, el 27 de maig de 1535, sota el regnat de Carles III de Savoia. Ginebra, sòcia a les repúbliques helvètiques i França, perseguiren el seu bisbe Pere de la Balma (1533) que va trobar refugi a Annecy, que va esdevindre el centre del calvinisme (des de 1536 i l'arribada del reformador picard) ; finalment, fortificà les seves muralles enfront del seu poderós veí savoià.
El duc Manuel Filibert de Savoia (1528-1580), successor de Carles III, per la seva banda va intentar seduir Ginebra, però la burgesia es va endurir contra totes les seves maniobres diplomàtiques i va reforçar la seva defensa. El duc va ratificar el tractat de Berna del 5 de maig de 1570, que establia un modus vivendi entre els dos veïns. Des de la seva adhesió el 1580, el primer acte del seu fill, el duc Carles Manuel I de Savoia (1562-1630) va ser trencar les relacons amb Ginebra. El 1582, les milícies de Thonon, sota les ordres de Felip de Savoia, comte de Raconis, fracassaren en dos intents de capturar Ginebra. El 1583, François de Bonne de Lesdiguières va enviar una advertència als síndics de Ginebra.

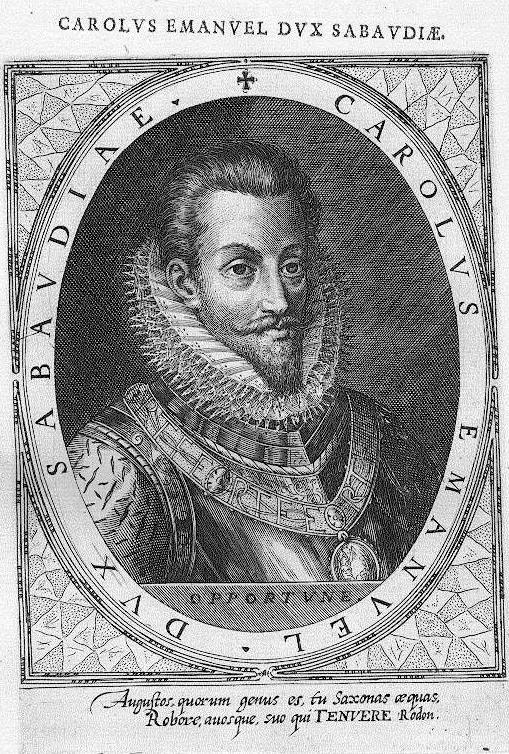
Carles Manuel I de Savoia

El 2 d'agost de 1589, el rei de França Enric III, aliat de Ginebra, va ser assassinat i substituït pel seu cosí Enric IV, que va seguir activament la seva política d'aliança amb els ginebrins. La guerra entre Savoia i França, intercalada amb treves, va conduir al tractat de Vervins de 1598, després al tractat de Lió de 1601: Savoia va conservar el marquesat de Saluces però va perdre les seves províncies de Bresse, Bugey, Valromey i tot el curs del Roine des de l'eixida de Ginebra; aquests territoris quedaven definitivament units al regne de França. A Savoia, el tractat de Lió va produir una impressió dolorosa, perquè la separació de les províncies més enllà del Roine va reforçar Ginebra, que compartia per primera vegada en la seva història una frontera amb el regne de França. Com a venjança, el duc de Savoia va decidir complotar amb el mariscal francés Carles de Gontaut-Biron per apoderar-se de la Provença, però Biron, atrapat per l'acte de traïció per Enric IV, va ser lliurat a la justícia del Parlament de París i decapitat el 31 de juliol de 1602. Carles Manuel I, malgrat les seves decepcions territorials, els anys de guerres entre Savoia i Ginebra (entre 1589 i 1593) i les dificultats que va infligir al seu poble les terres del qual van ser devastades per l'ocupació de tropes de mercenaris estrangers, no va actuar inicialment. A principis de l'any 1602, va començar a dur a terme els seus dissenys contra Ginebra am ajuda del seu cunyat Felip III i el papa Climent VIII, ambdós veien amb una visió tènue un altre intent en un clima de fràgil pau entre les grans potències europees. Malgrat tot, l’obstinat duc tenia intenció de tenir èxit allà on els seus predecessors van fracassar: volia prendre la ciutat, convertir-la en capital i reintroduir-hi la fe catòlica.
L'atac es va llançar la nit de l'11 al 12 de desembre de 1602 a les dues de la matinada. La nit erafosca i boirosa, freda i sense neu. La lluna, aleshores en el seu primer quart, es va posar a les 12:55 del matí darrere del Jura. El pla original era disparar el Porte-Neuve, per tal de permetre l'entrada del cos principal. Els Savoians s'aproximaren a Ginebra al llarg de l’Arve, després amunt pel Roine, fins a Corraterie, de manera que el so del corrent i els molins construïts al riu emmascararen el so de les armes i el desplegament de tropes. En un principi el pla pareixia desenvolupar-se de meravella i l’avantguarda, formada per uns 300 soldats d’elit, armats i protegits per cuirasses tenyides de negre per més discreció, s'enfilava pel mur cortina, a mig camí entre el bastió de l'Oye i la Porta de la Monnaie. Els fascins omplien la rasa que recorre la Corrateria al peu de la muralla de 7 m d’alçada; portaven 3 escales, formades per segments que es podien desmuntar per al transport. Un jesuïta escocès, el pare Alexandre Hume, animava els soldats i els va prometre el cel en cas de mort en acció. Aleshores, molt ràpidament, la majoria del contingent de Savoia va creuar la muralla. Ginebra encara dormia i semblava que ja està presa quan d'Albigny anuncia a Carles Manuel I, que s'havia quedat a Étrembières, el que pensava que ja esa una victòria. Per la seva banda, el duc va enviar immediatament missatgers a tot Europa. No obstant això, en sentir un soroll estrany, dos sentinelles de Ginebra, inclòs el caporal François Bousezel, van eixir a la muralla i es van trobar cara a cara amb els atacants i van llançar un tret d'avís. L'alarma es va donar a les 2:30 del matí, va sonar la Clémence (campana de la catedral de Sant Pere) i el tocsin, retransmès ràpidament per totes les campanes de les esglèsies de Ginebra. Els ciutadans es van alçar amb armes i, en camises de nit, van ajudar a les milícies burgeses.

La batalla es va estendre a tot el front sud de la ciutat: des de la Porta de la Monnaie fins a la Porte-Neuve, al llarg de la Corrateria, així com cap a les portes de Tertasse i Treille (portes del segon recinte, o muralla interior de la ciutat, coneguda com a Marcossey). En aquest moment, els mercenaris encara podien prevaler si aconseguiren obrir la Porta-Neuve, permetent així l'entrada del cos principal de les tropes estacionades a Plainpalais, però Isaac Mercier, va notar les maniobres savoianes i va tallar la corda que sostenia la rella, posant fi així a les esperances enemigues. les tropes van romandre fora de les muralles mentre aquells que van aconseguir creuar-les van ser massacrats o deliberadament van optar per fugir. Al mateix temps, des del bastió de l'Oye, es va activar l'artilleria de Ginebra i va disparar amb ella. En sentir aquest soroll a la distància, les tropes estacionades a Plainpalais pensen que el Porte-Neuve acaba d’explotar. A continuació, corrent cap a la ciutat, van ser rebuts per la canonada.

## Celebració

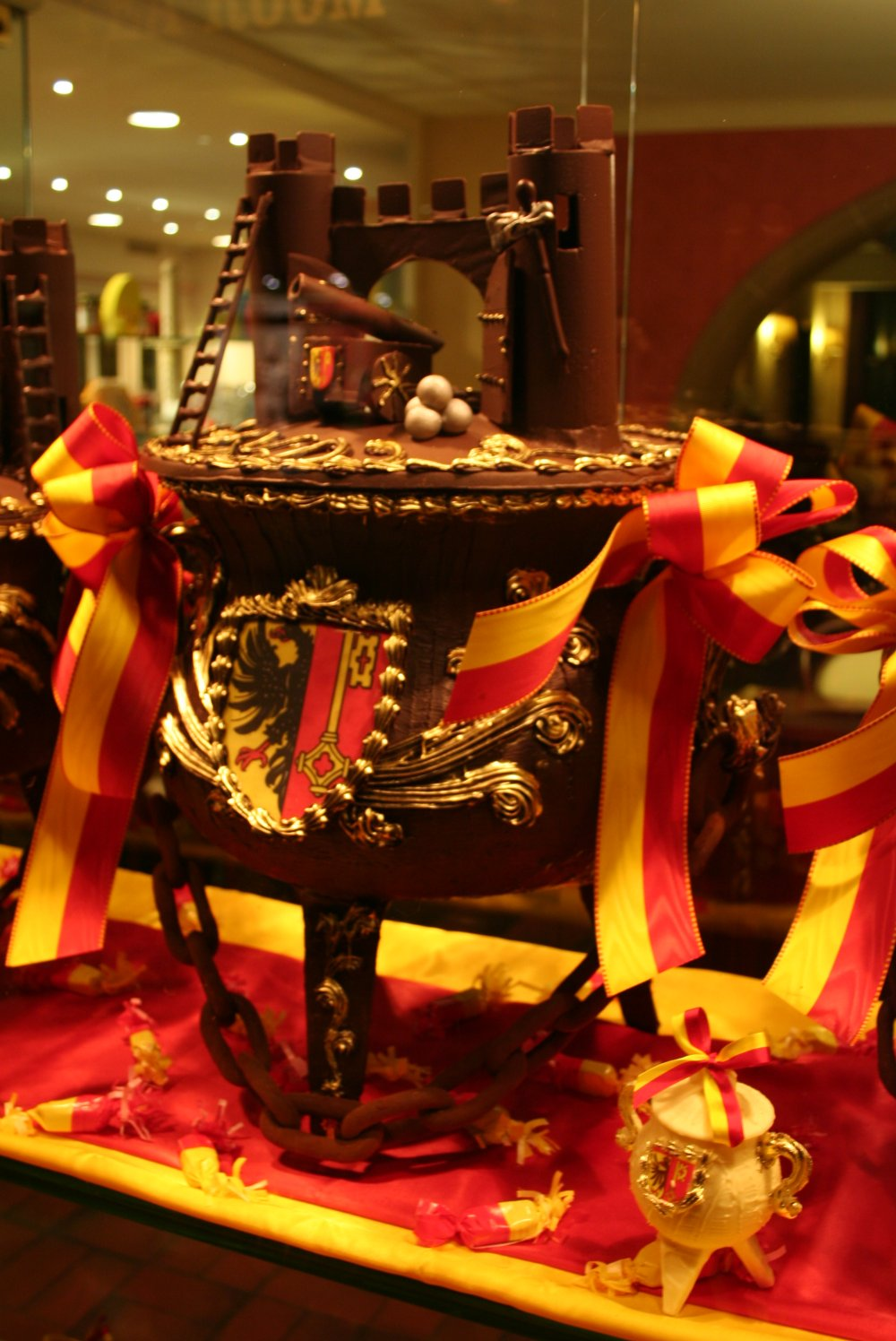
Marmita de xocolata

Tot i que el conflicte armat va tenir lloc realment després de mitjanit, a primera hora del matí del 12 de desembre, les celebracions i altres activitats commemoratives se solen celebrar l’11 de desembre o el cap de setmana més proper. Les celebracions inclouen una gran marmita feta de xocolata i farcida de verdures de massapà i caramels embolicats amb els colors de vermell i daurat de Ginebra, és costum que els més grans i els méss joves de la sala destrossin la marmita mentre reciten: "Ainsi périrent les ennemis de la République!", en referència a com Catherine Cheynel, més coneguda com Mère Royaume, va abocar una sopa de verdures calenta bullint sobre els soldats que pujaven per les parets de la ciutat. Altres tradicions inclouen vi calent, una gran porció de sopa i nens amb diversos tipus de vestits trucant a les portes de les persones i cantant cançons demanant dolços. També és habitual que els nens de l'escola preparen sopa de verdures, que se serveix als pares i famílies aquella nit. Els adolescents tendeixen a llançar-se ous, crema d’afaitar i farina els uns als altres com a part de la celebració. Els estudiants de secundària desfilen junts anant primer a "conquerir-se" i acaben a la plaça central del nucli antic després de caminar per les rues basses fins a la plana de Plainpalais i tornar.